# Stazione di Carruba
La stazione di Carruba è una stazione ferroviaria, posta al km 265+614 della linea Messina-Siracusa, a servizio dell'omonima frazione di Giarre e Riposto, posta nel territorio comunale di quest'ultima.

## Storia
La stazione venne costruita in funzione delle esigenze di movimento della linea Messina-Catania e al servizio di alcune frazioni viciniori quali Carruba e Altarello. Era sede anche di traffico merci stagionale di prodotti ortofrutticoli tra cui patate e agrumi. La stazione originaria venne mantenuta con piccoli adattamenti anche dopo il 1989 data all'attivazione del nuovo tratto a doppio binario.

## Strutture e impianti
La stazione è costituita da un fabbricato ad una elevazione con adiacente piano caricatore, magazzino merci e ponte a bilico. Fu dotata di rifornitore idraulico per le esigenze delle locomotive a vapore.